# Kofola ČeskoSlovensko
Kofola ČeskoSlovensko a.s. ist ein Getränkehersteller mit Sitz in der tschechischen Stadt Ostrava. Zur Produktpalette des Unternehmens gehören das tschechisch-slowakische Kultgetränk Kofola, die polnische Colamarke Hoop Cola und weitere Softdrink-, Mineralwasser- und Teemarken.

## Geschichte
Die Colamarke Kofola ist auf dem tschechischen und slowakischen Markt stark vertreten, die Geschichte des damals staatlichen Unternehmens reicht bis in die 1960er-Jahre zurück. Das Pharmaunternehmen Galena forschte damals nach einem Verwendungszweck für den Überschuss an Koffein, der beim Kaffeerösten entstand. Das Resultat war ein Cola-ähnlicher Softdrink, der unter dem Namen Kofola erstmals 1962 auf den Markt kam. Da im damaligen Ostblock westliche Colamarken nur schwer verfügbar waren, erreichte Kofola schnell große Beliebtheit.
Nach 1989 gab es zunächst mehrere unabhängige Firmen, die Getränke unter dem Namen Kofola herstellten, da es sich bei Kofola damals nicht um eine geschützte Marke handelte. Zusätzlich drängten ausländische Getränkehersteller auf den tschechischen und slowakischen Markt. Ab 2000 war der Getränkehersteller Santa nápoje das einzige Unternehmen, das die Erlaubnis besaß, Getränke unter der Bezeichnung Kofola herzustellen. 2003 benannte sich Santa nápoje offiziell in Kofola a.s. um.
2008 fusionierte die Kofola a.s mit der polnischen Hoop S.A. Hoop war 1992 gegründet worden und hatte auf dem polnischen Markt eine starke Präsenz. Beide Unternehmen standen in Konkurrenz zu den amerikanischen Großkonzernen PepsiCo und der Coca-Cola Company. Nachdem Kofola und Hoop 2008 fusionierten, trug das Unternehmen kurzzeitig den Namen KofolaHoop, wurde aber noch im selben Jahr in Kofola rückumbenannt. Das Unternehmen war an der Warschauer Wertpapierbörse notiert.
2012 wurde die Holding Kofola ČeskoSlovensko gegründet. Im Jahr 2015 wurde das Unternehmen zum Handel an der Prager Börse zugelassen, die Zulassung an der Warschauer Börse endete 2016.
2015 kaufte Kofola den slowenischen Mineralwasserhersteller Radenska.

## Tochtergesellschaften
- Kofola a. s. – Krnov, Mnichovo Hradiště (Tschechien)
- Kofola a. s. – Rajecká Lesná (Slowakei)
- Premium Rosa Sp. z o.o. – Złotokłos (Polen)
- UGO Trade s r.o. – Krnov (Tschechien)
- Santa trans spol. s r. o. – Krnov (Tschechien)
- Radenska d.o.o. – Radenci (Slowenien)
- Studenac d.o.o. – Lipik (Kroatien)
- LEROS, s.r.o. – Prag (Tschechien)[3]